# Chiesa di San Niccolò (Agliana)
La chiesa di San Niccolò è un edificio religioso ubicato a San Niccolò, frazione del comune di Agliana.

## Storia e descrizione

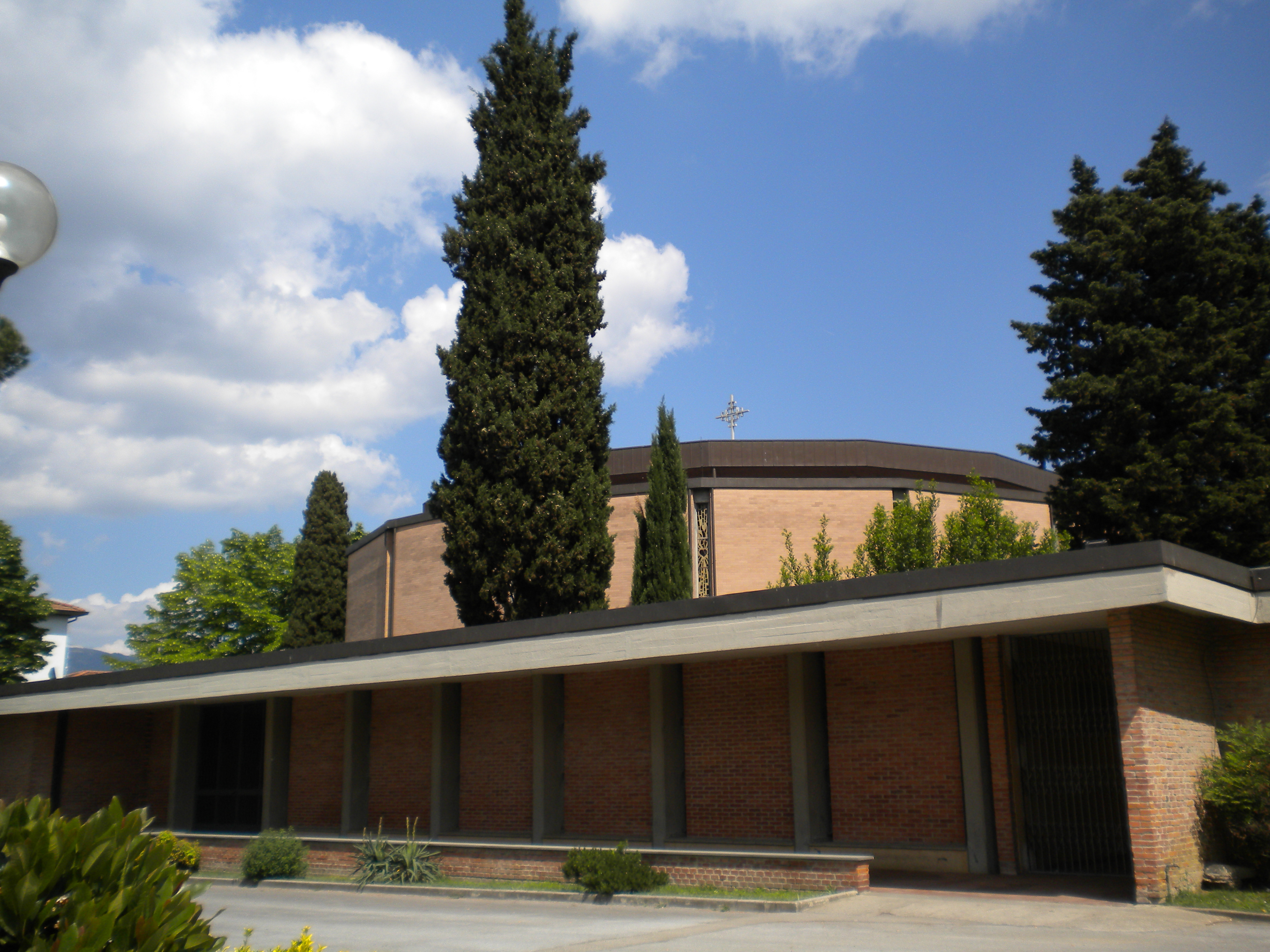
La chiesa nuova consacrata nel 1966

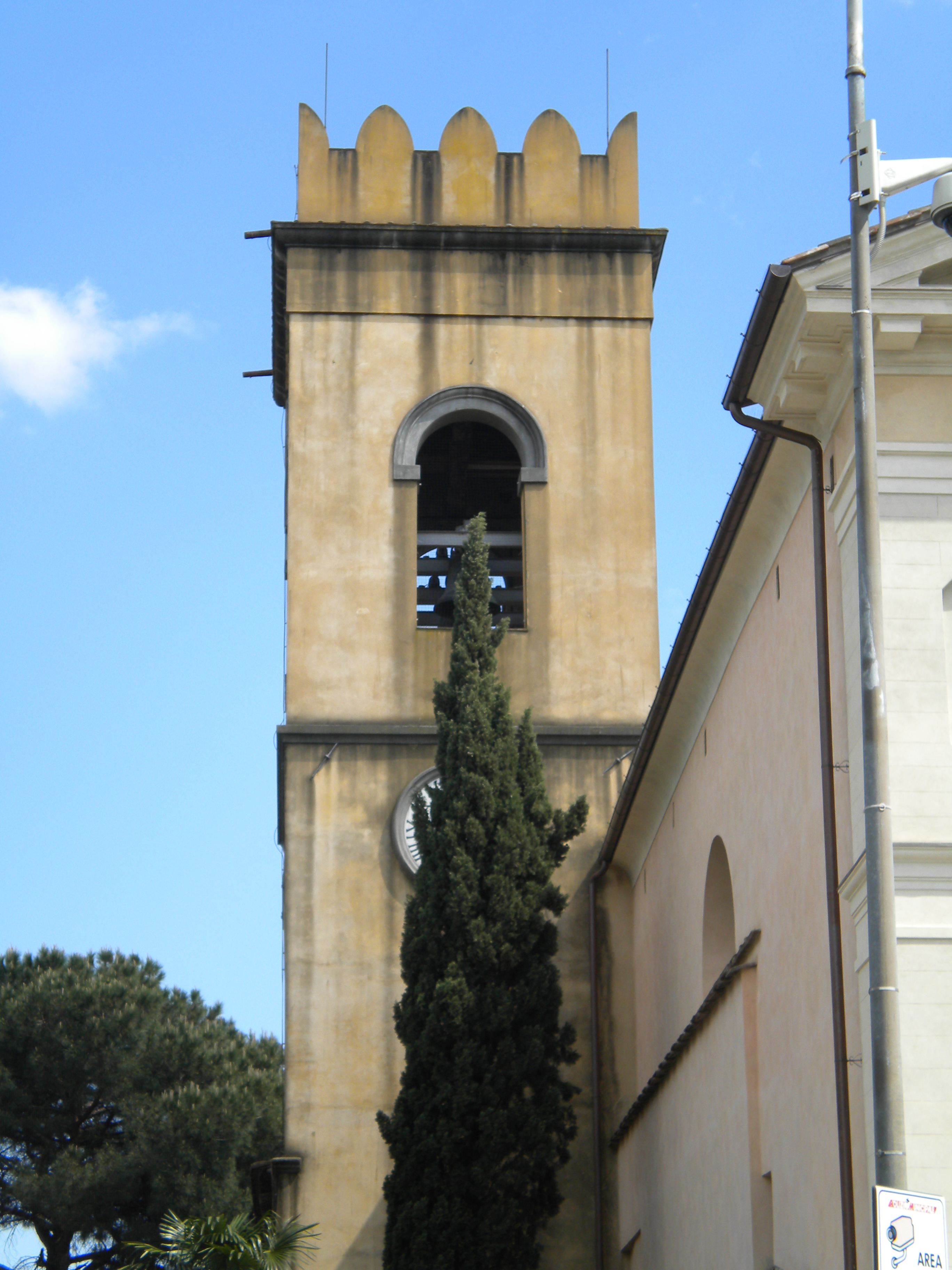
La massiccia torre campanaria, risalente all’epoca medioevale e modificata nei secoli

La chiesa è ricordata nel 1274 come dipendente dalla pieve di Sant'Ippolito in Piazzanese, inoltre era usata come aula per le riunioni del medievale Comune di Agliana. Fu interessata da notevoli lavori tra la fine del secolo XVII e gli inizi del XVIII. Nel 1727, a seguito dell'istituzione del piviere d'Agliana  fu elevata dal vescovo Colombino Bassi alla dignità di pieve. Si pensa, inoltre, che la chiesa sia stata eretta in una corte di proprietà del vescovo di Pistoia dove nell'anno Mille sorgeva un castello che prendeva il nome della località di Alliana. Ad oggi non rimangono tracce visibili della chiesa di quel tempo, in quanto l'edificio è stato appunto oggetto di diversi restauri nel corso del tempo. Un restauro importante avvenne nel periodo in cui vi era come rettore il curato Benedetto Montordi di Quarrata, dal 1695 al 1715. La chiesa completamente rinnovata fu riconsacrata il 5 giugno del 1707 dal vescovo Michel Carlo Visdomini Cortigiani. Nel 1782  era prevista una totale ricostruzione con notevole ampliamento, voluto dal vescovo Ricci, ma non fu realizzata. Nel 1868 fu nuovamente restaurata e ampliate come ora la vediamo, a opera dell'architetto pistoiese Ferdinando Gai. Delle antiche strutture mantiene la massiccia e quadrata torre campanaria tuttora esistente. Sul retro della chiesa è l'oratorio della Compagnia del Santissimo Sacramento, di fondazione tardo-cinquecentesca, modificato nel XVIII secolo. A fianco della facciata vi era un altro oratorio dedicato alla Madonna Assunta, demolito nel 1966. Da questo oratorio fu rubata ai primi del 1900 una tavola dipinta da Bernardino del Signoraccio.
La chiesa è chiusa al culto nel 1966 quando venne sostituita dalla nuova chiesa che la affianca, dove erano state trasferite le due statue in terracotta dipinta di San Giuseppe col Bambino e di San Niccolò (Rodolfo Agresti, 1873), ora ricollocate  nelle nicchie dell'antica facciata oggi restaurata, vi è anche una tela del XVIII sec. raffigurante la Crocifissione, la chiesa conserva un pregevole organo opera di Cesare Tronci del 1868. Nella torre campanaria si conservano altre le antiche campane il meccanismo dell'orologio, della prima metà del XIX secolo opera dell'orologiaio sanniccolaese Ermenegildo Vettori.